# Goose Cove (Bonavista)
Pour les articles homonymes, voir Goose Cove.
Goose Cove est une petite communauté canadienne située sur la péninsule de Bonavista de l'île de Terre-Neuve dans la province de Terre-Neuve-et-Labrador. Elle est située sur la route 239 au sud de Trinity East et au nord de Dunfield.

## Annexe